# Rosazia
Rosazia (korsisch Rusazia) ist eine Gemeinde auf der französischen Mittelmeerinsel Korsika. Sie gehört zum Département Corse-du-Sud, zum Arrondissement Ajaccio und zum Kanton Sevi-Sorru-Cinarca. Sie grenzt im Norden an Murzo, im Nordosten an Poggiolo, im Osten an Salice, im Süden an Lopigna und im Westen an Arbori. Der Dorfkern liegt auf 634 Metern über dem Meeresspiegel. Die Bewohner nennen sich Rusazinchi (korsisch) oder Rosaziens.

## Bevölkerungsentwicklung
| Jahr      | 1962 | 1968 | 1975 | 1982 | 1990 | 1999 | 2008 | 2012 |
| --------- | ---- | ---- | ---- | ---- | ---- | ---- | ---- | ---- |
| Einwohner | 155  | 124  | 105  | 71   | 65   | 81   | 61   | 55   |